# Абрамовка (село, Таловский район)
Абра́мовка — село в Таловском районе Воронежской области, входит в Абрамовское сельское поселение.

## География
Рядом с селом имеется святой источник.

### Уличная сеть
- ул. Антона Рыжкова,
- ул. Красная Звезда,
- ул. Ленина,
- ул. Максима Горького,
- ул. Пролетарская.

## История
До 2015 года была административным центром Абрамовского 2-го сельского поселения. Законом Воронежской области от 30 ноября 2015 года № 163-ОЗ, были преобразованы, путём их объединения Абрамовского, Абрамовского 2-го и Еланского сельских поселений — в Абрамовское сельское поселение с административным центром в одноимённом посёлке Абрамовка.

## Население
| 1859 | 1897  | 2010 |
| ---- | ----- | ---- |
| 671  | ↗1468 | ↘423 |